# موسيقى

الموسيقى (الموسيقا) هي فن ترتيب الأصوات عبر فترات زمنية من خلال عناصر اللحن، والانسجام، والإيقاع والجرس. تمثل الموسيقى إحدى جوانب الكليات الثقافية لدى جميع المجتمعات الإنسانية. تشمل تعريفات الموسيقى العامة العناصر الشائعة مثل الحدة (التي تتحكم باللحن والانسجام)، والإيقاع (بالإضافة إلى المفاهيم المرافقة له مثل سرعة الإيقاع، والمتر الموسيقي والنطق الموسيقي)، والحركية (الصاخبة والهادئة) والصفات الصوتية للجرس والنسيج الموسيقي (التي يُطلق عليها أحيانًا «لون» الصوت الموسيقي). قد تشدد بعض الأنماط أو الأنواع الموسيقية على بعض هذه العناصر، أو تقلل من التشديد عليها أو تهملها بالكامل. تضم تأدية الموسيقى مجموعة واسعة من الآلات الموسيقية والتقنيات الصوتية التي تتراوح من الغناء إلى الراب؛ تُصنف الموسيقى في مقطوعات موسيقية آلية، ومقطوعات صوتية (مثل الأغاني غير المصاحبة للآلات الموسيقية) ومقطوعات مختلطة من الغناء والآلات. تُشتق كلمة موسيقى من الكلمة اليونانية μουσική (موسيكه؛ (فن) إلهات الإلهام).
عمومًا، تشمل الأنشطة التي تصور الموسيقى كشكل فني أو نشاط ثقافي كلًا من إنشاء الأعمال الموسيقية (الأغاني، والألحان، والسيمفونيات وما إلى ذلك)، والنقد الموسيقي، ودراسة التاريخ الموسيقي وفحص الجماليات الموسيقية. حدد فلاسفة الهند واليونان القديمة الموسيقى في جزأين: الألحان بوصفها نغمات أفقية الترتيب، والانسجامات بوصفها نغمات عمودية الترتيب. ترمز بعض الأقوال الشائعة مثل «انسجام الكرات» و«إنها موسيقى لأذني» إلى مفهوم ارتباط الموسيقى بالترتيب بالإضافة إلى الاستمتاع بسماعها. مع ذلك، اعتقد ملحن القرن العشرين جون كيج بإمكانية اعتبار أي صوت بمثابة موسيقى، على سبيل المثال قوله «لا يوجد ضوضاء، فقط أصوات».
يختلف إنشاء الموسيقى وأداؤها وأهميتها وحتى تعريفها وفقًا للسياق الثقافي والاجتماعي. في واقع الأمر، تعرضت بعض الأنواع والأساليب الموسيقية على مر التاريخ للانتقاد باعتبارها «لا تُعد موسيقى»، بما في ذلك الرباعية الوترية غروس فيغ لبيتهوفن في عام 1825، وموسيقى الجاز المبكرة في بدايات القرن العشرين والهاردكور بانك في ثمانينات القرن العشرين. يوجد عدد كبير من أنواع الموسيقى المختلفة، بما في ذلك الموسيقى الشائعة، والموسيقى التقليدية، والموسيقى الفنية، والموسيقى المكتوبة للاحتفالات الدينية وأغاني العمل مثل النهمة. تتراوح الموسيقى من المؤلفات عالية التنظيم – مثل السيمفونيات الموسيقية الكلاسيكية العائدة إلى القرنين الثامن عشر والتاسع عشر – حتى الارتجال الموسيقي الذي يتسم بالعزف العفوي للموسيقى مثل الجاز، والأساليب الطليعية للموسيقى المعاصرة المستندة إلى الصدفة من القرن العشرين والقرن الحادي والعشرين.
يمكن تقسيم الموسيقى إلى أنواع (على سبيل المثال، الكانتري)، ويمكن تقسيم الأنواع أيضًا إلى أنواع فرعية (على سبيل المثال، الكانتري البديل والكانتري بوب اللذان يشكلان نوعين من الأنواع الفرعية لموسيقى الكانتري)، لكن غالبًا ما يصعب تحديد هذه العلاقات والخطوط الفاصلة بين الأنواع الموسيقية بدقة، إذ قد تكون عرضة للتفسيرات الشخصية أو مثيرة للجدل. على سبيل المثال، قد يصعب تحديد الخط الفاصل بين موسيقى الهارد روك العائدة إلى أوائل ثمانينات القرن العشرين والهيفي ميتال. يمكن تصنيف الموسيقى أيضًا داخل الفنون على أنها فنون تعبيرية، أو فنون جميلة أو فنون سمعية. يمكن عزف الموسيقى أو غناؤها وسماعها بشكل مباشر في حفل روك موسيقي أو أداء أوركسترا، أو سماعها بشكل مباشر كجزء من عمل درامي (عرض في المسرح الموسيقي أو الأوبرا)، أو تسجيلها ثم سماعها على الراديو، أو مشغل «إم بّي 3»، أو جهاز «سي دي» أو الهاتف الذكي، أو أفلمة الموسيقى أو عرضها في برنامج تلفزيوني.
تشكل الموسيقى جزءًا هامًا من أسلوب حياة الناس في العديد من الثقافات، إذ تلعب دورًا رئيسيًا في الطقوس الدينية، واحتفالات طقوس العبور (على سبيل المثال، التخرج والزواج)، والنشاطات الاجتماعية (على سبيل المثال، الرقص) والنشاطات الثقافية المتراوحة من غناء الكاراوكي للهواة إلى العزف في فرق هواة الفانك أو الغناء في جوقة مجتمعية. قد يصنع البعض الموسيقى كهواية، مثل عزف مراهق ما على التشيلو في أوركسترا شبابية، أو العمل كموسيقي أو مغني محترف. تشمل صناعة الموسيقى كلًا من صانعي الأغاني والقطع الموسيقية الجديدة (مثل مؤلفي الأغاني والملحنين)، ومؤدي الموسيقى (بما في ذلك الأوركسترا، وموسيقيو فرق الجاز والروك والمغنيين وقائدي الفرق الموسيقية)، والمسؤولين عن تسجيل الموسيقى (منتجي الموسيقى ومهندسي الصوتيات)، ومنظمي جولات الحفلات الموسيقية والأفراد المسؤولين عن بيع التسجيلات، والقطع الموسيقية والنصوص الموسيقية للعملاء. بمجرد أداء أغنية أو قطعة موسيقية، يستطيع النقاد الموسيقيون، والصحفيون الموسيقيون والباحثون الموسيقيون تقييم هذه القطعة الموسيقية وأدائها على حد سواء.

## علم النفس
يهدف علم النفس الموسيقي إلى تفسير السلوك الموسيقي والتجربة الموسيقية وفهمهما. يعتمد البحث في هذه المجال ومجالاته الفرعية بشكل رئيسي على المنهج التجريبي؛ أي تميل المعرفة إلى التقدم استنادًا إلى تفسيرات البيانات المجموعة من خلال الرصد المنهجي للأفراد المشاركين والتفاعل معهم. بالإضافة إلى ذلك، يركز علم النفس الموسيقي على التصورات الجوهرية والعمليات المعرفية، يُعتبر بالتالي مجال بحث ذو صلة عملية بالعديد من المجالات الأخرى، بما في ذلك الأداء الموسيقي، والتأليف الموسيقي، والتربية الموسيقية، والنقد الموسيقي والعلاج بالموسيقى، فضلًا عن اختبار الأهلية، والمهارة، والذكاء، والإبداع والسلوك الاجتماعي لدى البشر.

### علم الأعصاب
علم الأعصاب المعرفي للموسيقى هو الدراسة العلمية للآليات الدماغية المشاركة في العمليات المعرفية الكامنة خلف الموسيقى. تشمل هذه السلوكيات الاستماع إلى الموسيقى، وأداءها، وتأليفها، وقراءتها، وكتابتها وغيرها من الأنشطة الإضافية. ينصب التركيز بشكل متزايد أيضًا على الأساس الدماغي للجماليات الموسيقية والعواطف الموسيقية. يتميز هذا المجال باعتماده على الرصد المباشر للدماغ، باستخدام عدد من التقنيات مثل التصوير بالرنين المغناطيسي الوظيفي (إف إم آر آي)، والتحفيز المغناطيسي عبر الجمجمة (تي إم إس)، وتخطيط الدماغ المغناطيسي (إم إي جي)، وتخطيط كهربية الدماغ (إي إي جي) والتصوير المقطعي بالإصدار البوزيتروني (بّي إي تي).

### علم الموسيقى المعرفي
علم الموسيقى المعرفي هو أحد فروع العلوم الاستعرافية المعنية بالنمذجة الحاسوبية للمعرفة الموسيقية بهدف فهم الموسيقى والمعرفة على حد سواء. يوفر استخدام النماذج الحاسوبية وسيطًا تفاعليًا دقيقًا لصياغة النظريات واختبارها، إذ تمتد جذوره في الذكاء الصناعي والعلوم الاستعرافية.
يبحث هذا المجال متعدد التخصصات في موضوعات مثل أوجه التشابه بين اللغة والموسيقى في الدماغ. غالبًا ما يشمل البحث بعض نماذج الحوسبة المستوحاة بيولوجيًا، مثل الشبكات العصبية والبرامج التطورية. يسعى هذا المجال إلى نمذجة كيفية تمثيل المعرفة الموسيقية، وتخزينها، وإدراكها، وأدائها وتوليدها. يمكن اختبار البنى المنهجية لهذه الظواهر المعرفية من خلال استخدام بيئة حاسوبية عالية التنظيم.

### الصوتيات النفسية
تقوم الصوتيات النفسية على الدراسة العلمية للإدراك السمعي. تُعتبر الصوتيات النفسية بشكل أكثر تحديدًا أحد فروع العلوم المختصة بدراسة الاستجابات النفسية والفيزيولوجية المرتبطة بالصوت (بما في ذلك الحديث والموسيقى). يمكن تصنيفها أيضًا كفرع من فروع علم الطبيعة النفسية.

### علم الموسيقى التطوري
يهتم علم الموسيقى التطوري بكل من «أصل الموسيقى، ومسألة أغنية الحيوانات والضغوط الانتقائية الكامنة خلف تطور الموسيقى»، بالإضافة إلى «التطور الموسيقي وتطور الإنسان». يسعى علم الموسيقى التطوري إلى فهم الإدراك والنشاط الموسيقيين في سياق نظرية التطور. خمّن تشارلز داروين امتلاك الموسيقى ميزة تكيفية واستخدامها كلغة بدائية، إذ أنتجت وجهة النظر هذه العديد من النظريات المتنافسة حول تطور الموسيقى. تنظر إحدى وجهات النظر البديلة إلى الموسيقى كناتج ثانوي لتطور اللغة؛ أي كنوع من «كعكة الجبن الصوتية» التي ترضي الحواس دون توفير أي وظيفة تطورية. عارض العديد من الباحثين الموسيقيين وجهة النظر هذه.

### التأثيرات الثقافية
تلعب إثنية الفرد أو ثقافته دورًا معتبرًا في إدراكه الموسيقي، بما في ذلك تفضيلاته الموسيقية، وردود فعله العاطفية وذاكرته الموسيقية. تنحاز التفضيلات الموسيقية إلى التقاليد الموسيقية المألوفة ثقافيًا بدءًا من الطفولة، ويعتمد تصنيف البالغين للعاطفة المرتبطة بالقطعة الموسيقية على السمات المحددة ثقافيًا والسمات البنيوية العالمية على حد سواء. بالإضافة إلى ذلك، يتمتع الأفراد بقدرات ذاكرة موسيقية أعلى بالنسبة للموسيقى المألوفة ثقافيًا مقارنة بالموسيقى غير المألوفة ثقافيًا.

## خصائص الصوت الموسيقي
1. الحدة الصوتية (Pitch) - تشمل اللحن والتجانس الهارموني.
2. الإيقاع (بما فيه الميزان).
3. الجرس (Timbre) - الجودة الصوتية لكل جرس من النغمة.
4. النطق (Articulation).
5. الحركية أو الديناميكية (Dynamics).
6. العذوبة (Texture).

## حكم الموسيقى في الإسلام
قال الشيخ ابن باز:
"الأغاني محرمة، وقد نص أهل العلم على ذلك، وحكى بعض أهل العلم إجماع أهل العلم على ذلك، ومن أدلة ذلك قوله تعالى: (وَمِنَ النَّاسِ مَنْ يَشْتَرِي لَهْوَ الْحَدِيثِ لِيُضِلَّ عَنْ سَبِيلِ اللَّهِ بِغَيْرِ عِلْمٍ) [لقمان:6]، قال أكثر علماء التفسير: إن المراد بذلك الأغاني، وهكذا أصوات الملاهي، وقال عليه الصلاة والسلام في الحديث الصحيح:(ليكونن من أمتي أقوام يستحلون الحر والحرير والخمر والمعازف) رواه البخاري (5590)، والحر: هو الفرج الحرام يعني: الزنا، والحرير معروف محرم على الرجال، والخمر معروف محرم على الجميع وهو المسكر، والمعازف هي الأغاني وما يعزف به من آلات الملاهي."

## تعريف الموسيقى

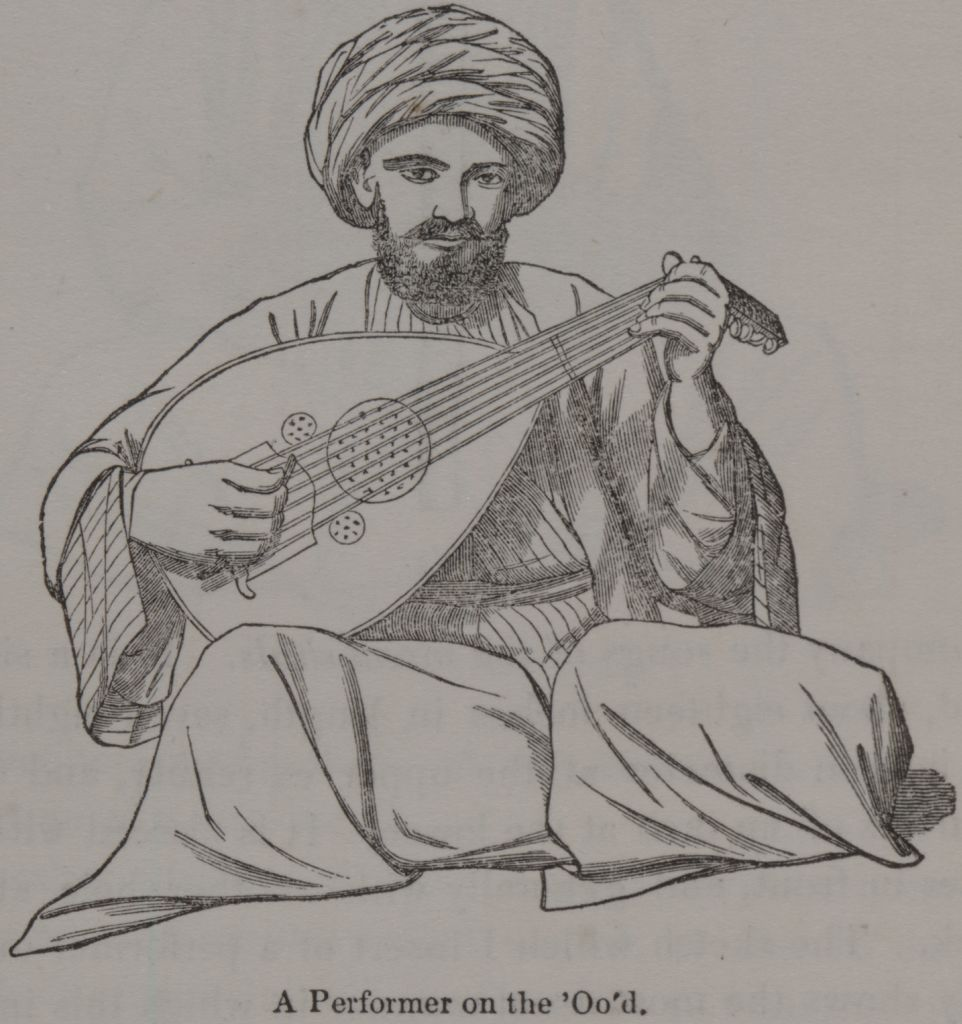
عازف على العود سنة 1836م في مصر

الموسيقى هي لغة التعبير العالمية، والموسيقى هي اللغة التي نسمعها في كل شيء في الحياة في المنزل من التلفاز والحاسوب وفي العمل، في رنات الهاتف المحمول، في وسائل المواصلات.
لكل إنسان لون وطبقة صوتية خاصة به، فيوجد الصوت الخشن، ويوجد الصوت الرقيق الناعم، وهناك القوي والآخر الضعيف، كما يوجد الصوت الذي يعكس الحنان أو الذي يعكس القسوة. كما أن الأصوات تتعدد حسب مصدرها: فهناك صوت الإنسان، وصوت الطبيعة، وصوت الحيوانات والطيور، وصوت الآلات. والأصوات لا تنتهي ويحل محل الصوت الصمت بألا نسمع صوتاً. ولا جدال أن أكثر الأصوات إبداعاً هو صوت الانسان، لأنه باستطاعته ترتيبه كيفما يشاء ويطوعه حسبما يريد، ويمكننا تلخيص هذا التعريف على أن الموسيقى هي فن ولغة وعلم.

## الغناء والموسيقى
الغناء هو إنتاج بشرى يتواجد بتواجد الثلاث عناصر التالية: الموسيقى والكلمة والصوت. والغناء هو نوع من أنواع الكلام لكنه منغم ومتواصل. ويمكن تأدية الغناء بشكل منفرد أو في شكل جماعي والذي بعرف باسم «الكورال».
وقد يكون أداء صوتي منغم بدون وجود لأي آلة موسيقية، ومن الأعضاء الهامة التي تتحكم في خروج الصوت هي الأحبال الصوتية وما يحدث فيها من اهتزازات عند مرور الهواء بها.

## تطور الموسيقى العربية
الموسيقى العربية تمتد جذورها الأصيلة إلى آلاف السنين التي سبقت الميلاد وكان الاعتقاد السائد عند الكثيرين من الباحثين أن الموسيقى العربية إغريقية الأصل أو فارسية، وذلك بأنهم كانوا يبدؤون تاريخهم لها من العصر الجاهلي حيث كانت الحضارات الإغريقية والفارسية في عنفوانها. غير أن تقدم علم الآثار في العصور الحديثة وما كشف عنه الحفريات قد أنار الطريق أمام التاريخ الموسيقى وغير الأفكار بالنسبة لمعرفة التدرج الحضاري في العالم تغييرا جذريا. إذ اتضح أن الموسيقى العربية لا ترجع بدايتها إلى ذلك العصر المسمى بالعصر الجاهلي، بل ترجع إلى أبعد من ذلك بكثير. فهناك في مجال الوطن العربي وفيما يزيد على ثلاثة آلاف سنة قبل الميلاد حين يرفع ستار التاريخ العام عن وجه الزمن نجد على ضفاف النيل شعبا يتمتع بمدينة موسيقية ناضجة وآلاتها التي جاوزت دور النشوء وبدت تامة كاملة سواء في ذلك الآلات الإيقاعية أم آلالات النفخ أم الآلات الوترية.
وبينما الشعب المصري يرسل أغنياته على شاطئ نيله السعيد، نجد على ضفاف الرافدين وفيما حولها مدنيات موسيقية عالية فياضة هي مدينات بابل وآشور التي شملت فيما شملت شعوب الكنعانيين والفينيقيين والحيثيين، وتلاقت تلك المدينات الوارفة وامتدت ظلالها حتى شملت غرب آسيا وشمال أفريقية، وظلت هذه الشعوب على اتصال وثيق دائم بعضها ببعض مما جعل التاريخ يسجل لها حضارة موسيقية موحدة الطابع وإن تنوعت في صورها وتعددت في لهجاتها، حتى لنجد أنه أصبح مما يجري عليه العرف أن يكون في بلاط ملك مصر منذ ابتداء الدولة الحديثة حيث الأسرة الثامنة عشرة فرقتان موسيقيتان إحداهما من أبناء مصر والأخرى من أبناء آسيا كما نرى في عهد تلك الدولة أيضا المغنية المصرية تنتنون تعمل على نشر الحضارة المصرية في سوريا عن طريق الغناء. وفي ذلك الحين نرى التجاوب وثيقا في نواحي الموسيقى المختلفة حيث يقع المزج والتبادل والتقارب الفني بين شعوب هذه البلاد.
ثم تمتد الأضواء وتتسع الرقعة فتطالعنا من الشرق مدينة فارسية، ونستقبل من الغرب مدينة إغريقية. وما هو إلا أن نتفاعل موسيقات جميع هذه المدينات وترابط بحكم الجوار والغزو وتبادل العلماء والفنانين والجواري والقيان. وتؤثر كل منها في الأخرى تبعا لما يحيط بها من ظروف وما يتحكم فيها من أحوال. وتنتقل الأغاني والآلات الموسيقية بينها حتى لتشكل من تنوعها واختلاف ألوانها وحدة فنية، ويسجل التاريخ هذه الحقيقة فيقول هيردوت المؤرخ الإغريقي إنه يسمع أغاني مصر أغنيات صارت فيما بعد أغاني شعبية في بلاد اليونان.
أما بالنسبة للآلات الموسيقية التي كانت متواجدة في العصر الجاهلي فهي تتوزع ما بين الآلات الإيقاعية (الطبل والدف والصنوج والجلاجل) وآلات النفخ (المزمار بأنواعه) كذلك أخبرنا الفارابي عن وجود آلات وترية في العصر الجاهلي ويتمثل ذلك في الطنبور والعود والمزهر (عود ذو وجه من الجلد) والموتر والبربط (العود الفارسي).
صناعة فن النغم والألحان تأثرت منذ ظهور الإسلام بالموسيقى الفارسية والتركية والمصرية لذلك فهي تشترك مع الموسيقى الشرقية من حيث المبدأ تتصل اتصالا وثيقا بجنس الإيقاع الموزون والعرب القدماء هم أول من استنبط الأجناس القوية في ترتيبات النغم.
وقد قام الفارابي بتأليف كتاب الموسيقى الكبير الذي تضمن الأسس والقواعد الموسيقية التي يسير على نهجها الموسيقيون العرب حتى يومنا هذا. وتعتبر المقامات الموسيقية هي الأساس اللحني والنغمي للموسيقى العربية وهي تميز بالطبقات الصوتية أو أدوات العزف ولا تتضمن الإيقاع وكان أول ظهور للموشحات في الأندلس التي كانت أداوره متصلة بالنغم والإيقاع وقد تطورت الموسيقى في البيئة الأندلسية من خلال ظهور موسيقيين متميزين مثل زرياب الذي أضاف الوتر الخامس للعود. كما تأثرت الموسيقى العربية بالموسيقى الغربية منذ منتصف القرن العشرين وظهور موسيقيين متميزين مثل سيد درويش ومحمد عبد الوهاب ورياض السنباطي وفريد الأطرش ومحمد فوزي والأخوان رحباني  وطلال مداح  وغيرهم كما كان هناك تأثر للموسيقى العربية في فترة التسعينيات حيث مزجت الألحان بين ما هو شرقي وما هو غربي.

### الموسيقى العربية / الشرقية
هي نوع آخر من أنواع الموسيقى العرقية المتعددة ولها قواعدها ومذاقها الخاص، وترجع نشأتها إلى ما قبل ظهور الإسلام.
والموسيقى العربية لها الطابع الخاص بها والآلات أيضاً، وتصنف إلى قسمين:
1. الموسيقى الدينية: تتضمن على الموسيقى المسيحية، الموسيقى المسيحية مختلفة عن النوع الآخر من الموسيقى حيث تجدها متأثرة بالموسيقى الكنائسية الكاثوليكية واليونانية والأرثوذكسية والقبطية... إلخ.
2. الموسيقى غير الدينية: ونجدها في الموال - المقام - التقسيم - البشرف... إلخ.

وتتفرد كل دولة من الدول العربية بالطابع الموسيقى الخاص بها على الرغم من الاتفاق في السمات العامة أنها موسيقى عربية، فنجد النغم المصري، الجزائري، المغربي، التركي... إلخ

#### التخت الشرقي
أما «التخت العربي» فهو يمثل الأوركسترا العربية ويتضمن على الآلات الشرقية التالية والتي دخلت الموسيقى العربية على فترات مختلفة: العود - الناي - القانون - الكمان - الدف - الرباب... إلخ، والتخت كلمة فارسية الأصل معناها «العرش» لأن الموسيقيين كانوا يجلسون فوق مكان مرتفع أثناء العزف عن الأرض، وقد ظهر التخت في عهد الأتراك في منتصف القرن التاسع عشر.

#### موسيقى «الراي»
أصبحت موسيقى «الراي» عالمية ولكن جذورها الأصلية عربية وتعنى كلمة «الراي» الرأي أو يرى. وهي موسيقى ذات جذور في التراث الجزائري وتستعمل للتعبير عن الآراء الاجتماعية والسياسية تجاه قضايا بعينها.

#### موسيقى «الشعبي»
ينتشر هذا النوع الغنائي في المغرب العربي وترجع أصوله إلى الأندلس، وتم إدخال بعض الآلات الحديثة فيه ومنتشر بين فئات الشعوب البسيطة لاستخدامه اللغة الدارجة.

#### الموشح
وهو فن غنائي حديث أو بالأصح هو «فن شعري» ومعناه زين أو رصع الذي يرجع اشتقاقه إلى كلمة الوشاح. ومن أشهر الموشحات: الموشحات الأندلسية والموشحات الحلبية والموشحات المصرية. لا يعتمد الموشح على مبدأ القافية الواحدة، وقد ينتهي بعبارات عامية وتتعد أنواعه حسب الأوزان والقوافي.

#### القصيدة
القصيدة توصف بأنها الشعر الغنائي. وتعتمد القصيدة على عنصرين هما الوزن والقافية، ثم ظهرت بعد ذلك ما يسمى بقصيدة التفعيلة ثم قصيدة النثر.

#### طقطوقة
هي زجل يعتمد على لازمة موسيقية واحدة، تُعاد هذه اللازمة بعد انتهاء المطرب من كل مقطع والتي يُنهى بها الطقطوقة.

#### الموال
يمكن أن نطلق على الموال الشعر الشعبي، وتتعدد أنواعه فيوجد الموال السداسي والسبعاوي والثماني والتسعاوي والعشراوي.
فالسداسي المصري تتكون الشطور الأربعة الأولى منه بقافية معينة تختلف في الشطر الخامس ثم يأتي السادس بنفس قافية الأشطر الأربع الأولى.
وتتعدد مواضيع الموال، فمنها: الغزل والمدح أو العتاب... إلخ.

## تطور الموسيقى في أوروبا
تعود جذور الموسيقى في أوروبا للعام 500 ميلادي حيث بدأت في تراتيل الكنائس ثم تطورت إلى ما عرف بالموسيقى عصر الريناسنس منذ مطلع القرنين الرابع عشر والخامس عشر والتي عرفت بمرحلة الفن الحديث حيث وصلت العلامات الموسيقية إلى درجة كبيرة من التقدم كما وصلت الموسيقى ذات الأنغام المتعددة إلى درجة كبيرة من التعقيد لم يسبق لها مثيل. وفي أثناء أواخر القرن الخامس عشر ظهرت المدرسة البرجندية بزعامة وليم دوفاي وهي مدرسة راقية يرجع لها الفضل في ازدهار الموسيقى ذات الأنغام المتعددة خلال القرن السادس عشر ومن أبرز مؤلفي هذه المدرسة جوسكين دي برس وأولاندو دي لاسو وبنزوح مؤلفي المدرسة الفلمنكية إلى إيطاليا ظهرت بالبندقية المدرسة الموسيقية التي أسسها أدريان ويللارت وإنضم إليها أندريا وجوفاني جأبريللي وقد قام باليسرينا الذي كان ينافسه لاسو في عصر النهضة بتأسيس المدرسة الرومانية للموسيقى الكنيسة ذات الأنغام المتعددة والتي استمرت حتى أيام لويس الرابع عشر.
ومنذ عام 1750 حتى عام 1800 انتشرت الموسيقى التي عرفت فيما بعد بالموسيقى الكلاسيكية والتي اتسمت بظهور السيمفونيات الموسيقية على أيدي عدد كبير من الموسيقيين البارزين مثل هايدن وموتزارت قبل أن تظهر موجة جديدة هي فترة ظهور الموسيقى الرومانسية خلال القرن التاسع عشر ويمثبيتهوفن أوج المرحلة الكلاسيكية وبداية المرحلة الرومانسية في الموسيقى. وقرب نهاية القرن التاسع عشر ظهرت المدرسة التأثيرية كرد فعل للرومانسية ففي عام 1860 ظهرت ثورة جذرية في ميدان الموسيقى والتي عرفت بالموسيقى الجديدة وقد قامت اتجاهات عديدة ضد الرومانسية في القرن العشرين حيث ظهر ما يعرف بالكلاسيكية الجديدة التي أصبحت ذات أهمية كبرى إذ شاع من جديد الإقبال على موسيقى باخ وقد تلا ذلك اهتمام بالغ بإحياء موسيقى العصور السابقة ومن قادة هذه الحركة الجديدة هيندميث وسترافينسكي. كما ظهرت حديثا الموسيقى الجديدة مثل موسيقى الجاز التي رافقت هجرات الأفارقة إلى أمريكا وأوروبا ثم الموسيقات الحديثة مثل البوب والروك أند رول وموسيقى الريف وغيرها.

## انواع الموسيقى
تعد الموسيقى الكلاسيكية تجربة لذاتها، بعكس باقي أنواع الموسيقى التي تقوم بخدمة محتوى الأغنية. وفي الموسيقي الكلاسيكية، تلعب الموسيقى دور الشريك مع النص الموسيقي، كما يتم دائماً تقدمها في مناخ وقور، حيث يستمع الجمهور للموسيقى في جو من الهدوء والسكون ويكون هذا بمثابة احترام وتقدير للفن الموسيقي. ولا يقوم العازفين بأي علاقة مباشرة مع الجمهور المستمع مثل باقي أنواع الموسيقى.

### السيمفونية
أصل هذه الكلمة يوناني ومشتق من لفظين الأول (Syn) ومعناها «معاً» واللفظ الثاني (Phone) ومعناها «صوت» أي الأصوات المتزامنة مع بعضها.

### الكونشرتو
تأليف موسيقي لصوت الآلات الموسيقية لتحل محل الصوت البشري، ويكون الأداء منصباً على آلة واحدة مثل كمان أو اثنين أو ثلاث والباقي هي آلات ثانوية بجانب هذه الآلة الرئيسية. وكلمة «الكونشرتو» لاتينية الأصل (كونسرتار) وتعنى بذل الجهد أو الكفاح أو من كلمة «كونستوس» وتعنى اشتراك عدة أصوات معاً. كما يتألف «الكونشرتو» من ثلاثة ألحان: اللحن الأول أطول الألحان الثلاثة وتتميز إيقاعاته بالسرعة، أما اللحن الثاني فهو لحن يتميز بالهدوء، اللحن الثالث يكون في شكل عزف منفرد لعازف آلة بعينها تعكس جميع قدراته الموسيقية وتختتم الفرقة مع العازف المقطوعة.

### الأوركسترا
هي كلمة يونانية تعنى المسافة بين خشبة المسرح والمشاهدين، وتُستخدم فيها العديد من الآلات الموسيقية بمختلف أنواعها من الآلات الوترية والإيقاعية والهوائية. ومتوسط عدد العازفين حوالي عشرين عازفاً وقد يقل هذا العدد أو يزيد حتى يصل إلى المائة.
ترتيب العازفين: الآلات الوترية أولاً وخلفها الآلات الهوائية ثم من الخلف جميع الآلات الإيقاعية. وتختلف أماكن فرق الأوركسترا حسب العمل الموسيقى المقدم، ففي الأوبرا والباليه يكون هناك مكان مخصص بين خشبة المسرح ومقاعد الجمهور، أما الأعمال الأخرى ومنها الأعمال السيمفونية تجلس الفرقة على خشبة المسرح نفسها.

### موسيقى البلوز (Blues)
هي نوع من الموسيقى تجمع بين الصوت واستخدام الآلات الموسيقية، وهي مستوحاة من الموسيقي الأفرو-أمريكية في الروح، طريقة الأداء الصوتي، وأيضاً تنتمي إلي جذور الموسيقى في غرب أفريقيا. كانت موسيقى البلوز لها تأثيرها القوي في الموسيقي الأمريكية لاحقاً والموسيقي الغربية الشهيرة، فنجد لها تأثير في موسيقي جاز، الروك، البوب وموسيقي الريف (Country music).

### موسيقى الروك (Rock)
موسيقى الروك الشهيرة هي مزيج من موسيقي البلوز (Blues)، الريف (Country) والفولك (Folk). بدأت موسيقى الروك في منتصف الخمسينات، وزادت شهرتها علي يد مغني الروك أند رول الشهير (ألفس بريسلي)، ثم اختفت لفترة ما وأعيدت شهرتها مرة أخرى علي يد فريق (البيتلز) في أوائل الستينات.

### موسيقى الجاز (Jazz)
هي موسيقى لها جذور في ثقافات غرب أفريقيا الموسيقية والموسيقي الأفرو-أمريكية بما فيها موسيقي البلوز و (Ragtime) إلي جانب الموسيقي العسكرية الأوروبية. بعد بداية ظهور هذا النوع من الموسيقى في المجتمعات الأفرو-أمريكية قرب بداية القرن العشرين، نالت موسيقي الجاز شعبية كبيرة في القرن العشرين، ومنذ ذلك الوقت أصبحت الجاز ذات تأثير عميق في أنماط الموسيقى الأخرى علي مستوى العالم. والآن هناك العديد من أنماط الجاز المختلفة مستمرة في الظهور. كان زنج يتم تسخيرهم في جميع الأعمال وخاصة الزراعة، ومع نهاية الحرب الأهلية الأمريكية عام 1865 تحرر العبيد الزنوج في مدينة «نيو أورليانز». وانتهز الزنوج حديثي التحرر وجود عدد من الآلات النحاسية من مخلفات الحرب الأهلية التي تركتها فرق الموسيقى العسكرية وحاولوا النفخ فيها لإخراج نغمات موسيقية تلقائية. كما أنّ موسيقى «جاز» كانت في بادئ الأمر ارتجالية مع وجود الإيقاع الراقص.
وقد ظهرت أنواع عديدة من موسيقى «الجاز» منها:
- "الجاز الحاد": وهو "الجاز الذي كُتب له النوتة الموسيقية وتم التقليل من الارتجال فيه.
- «الجاز البارد»: والذي اختفى منه الارتجالية كلية، وأصبح الإيقاع فيه أكثر بطئاً يستميل العاطفة.
- «السيمفوجاز»: والذي تم الابتعاد فيه عن فرقة «الجاز» التقليدية ذات العدد الصغير والمكون من سبعة أو ثمانية عازفين، لتشتمل الفرقة على كافة آلات الأوركسترا السيمفوني بالإضافة إلى فرقة آلات «الجاز» التقليدية.

### الميتال والهيفى ميتال
نوع فرعى يندرج تحت موسيقى «الروك»، ويتم استخدام آلات صاخبة تُصدر أصواتاً وتتسم بالقوة مثل الجيتار، وفي بعض الأحيان يتم استخدام البيانو الكلاسيكي أو الكهربائي. وظهر هذا المصطلح على يد فريق (Steppenwolf) في عام 1968 باقتباسهم فقرة بعنوان (Heavy metal thunder) من إحدى أغنياتهم.

### الراب (Rap)
يتميز هذا النوع من الموسيقى بالإيقاع مع الكلام المقفى السريع ولا يتم الالتزام بلحن فيه، كما لا يهم صوت المغنى أو المغنية. ويرتدى المغنى الذي يؤدى هذا النوع الغنائي ملابس فضفاضة مستوحاة من ملابس رياضة البيسبول أو ملابس السجناء. والهدف الاساسى من هذا النوع هو نقد الاحوال الاجتماعية أو السياسية أو توصيل رسالة عامة لكل الناس.

### السوناتة (Sonata)
السوناتة نوع من أنواع الموسيقى الكلاسيكية ويرجع تسميتها إلى الكلمة اللاتينية «سونار» أي يسمع أو يعزف أو يغنى. وهي مؤلف موسيقى يتم وضعه في الأساس لآلة البيانو أو لآلتين ويكون البيانو الآلة الرئيسية قبل الآلة الأخرى.

## المدرج الموسيقي

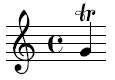
في النتيجة أو على جزء الموسيقى لفنان الأداء، وهذا إشارة إلى أن الموسيقار يجب إجراء زغردة -A التناوب السريع بين اثنين من الملاحظات.

يستخدم المدرج الموسيقي لتدوين العلامات الموسيقية عليه فوق الأسطر والفراغات وهو خمسة أسطر متوازية ومتساوية في طولها ومسافات أبعادها بينها أربعة فراغات ويبتدأ عد أسطر المدرج الموسيقي من الأسفل إلى الأعلى، كما يأخذ السطر في المدرج الموسيقي علامته الموسيقية حسب المفتاح الموسيقي الموجود في أول المدرج يتم تقسيم المدرج الموسيقي إلى مقاييس زمنية متساوية ويتم هذا التقسيم بواسطة خطوط عمودية على المدرج الموسيقي وتسمى بفواصل المقياس وفي نهاية القطعة الموسيقية توضع قطعة مضاعفة إشارة إلى نهاية اللحن إن أشكال العلامات الموسيقية بما فيها إشارات الصمت المحصورة بين الفاصلين تشكل ما نسميه مقياساً أو مازورة ويشترط أن يكون مجموع المدة الزمنية للعلامات الموجودة ضمن المقياس الواحد مساوية لكل مقياس من المقاييس الأخرى فإذا كان في المقياس الأول علامتين بيضاء فيجب أن يكون في كل مقياس علامتين بيضاء أو ما يعادلها من الزمن أي أربعة سوداء أو ثمانية ذات السن.

### المقياس الزمني
هو المقياس بعد أن يجزأ إلى جزئين أو ثلاثة أو أربعة وكل جزء من أجزاء المقياس يسمى زمناً أو ريتم ولمعرفة عدد الأزمنة في كل مقياس يوضع رقم في أول المدرج وبعد المفتاح الموسيقي مباشرة ويكتب الوزن على شكل رقمين فوق بعضهما البعض.

### العلامات الموسيقية
العلامات الموسيقية والأصوات في الموسيقى والسلم الموسيقى والمازورة، كلها مرادفات لشيء واحد، وتتكون من سبع علامات والصوت الثامن مكرر للصوت الأول: دو – رى – مى – فا – صول – لا – سى – دو. كما تسمى هذه العلامات السبع بالأوكتاف، والأوكتاف هو أصغر مسافة بين علامتين مختلفتين تحملان نفس الاسم، أي أنها المسافة الفاصلة بين ما نسميه قرار وجواب، أي أنّ الموسيقى تتألف من السبع علامات هذه أو الأصوات الموسيقية، والتي تتكرر صعوداً فتزداد حدة وتسمى بالجواب (أي الصوت المرتفع) وتتكرر هبوطاً فتزداد غلظة وتسمى بالقرار – أي حدة الصوت وغلظته.
وتُحدد اسم العلامة الموسيقية وفقاً للمفتاح المستخدم في بداية المدرج.

### المفتاح الموسيقي
المفتاح الموسيقى هو ثلاثة رموز تُكتب في أول المدرج الموسيقى على اليسار لتحديد مدى حدة الصوت المستخدم (طبقة الصوت المستخدمة في الموسيقى)، وبناء عليها تُحدد العلامات الموسيقية.
- مفتاح الصول: لطبقات الصوت الحادة - المتوسطة.
- مفتاح الفا: للأصوات الغليظة.
- مفتاح الدو: للأصوات المتوسطة.

ومن المهم معرفة ماهية الصوت، الصوت هو ذلك التردد الذي يصدره الكائن الحي المُصدر له والذي يخترق الأجسام الصلبة والسائلة والغازات ويصل إلى غيره من الكائنات الحية الأخرى بواسطة حاسة السمع «الأذن».

## أنواع الفرق الموسيقية
1. فرق التخت الشرقي.
2. فرق الأوركسترا.
3. فرق الآلات النحاسية: وهي التي تضم الآلات النحاسية والنفخية والإيقاعية، ولا تتضمن على الآلات الوترية ويعزف أعضاء الفرقة أثناء سيرهم. أما عن توزيع أعضاء الفرقة فيكون كالتالي: الآلات الإيقاعية في المنتصف، الفلوت والساكسفون في آخر الفرقة أما في الأمام التيوبا.
4. فرق موسيقى الحجرة: هم مجموعة من العازفين الموسيقيين، ويصل عددهم من 2-10 بدون قائد الفرقة. ويؤدون العزف من خلال حجرة أو قاعة صغيرة مغلقة أمام عدد قليل من المستمعين. وعن الآلات الموسيقية المستخدمة في هذه الفرق: اثنان من آلات الكمان وآلة الفيولا وآلة التشيللو، وقد يصاحبها البيانو أو بعض الآلات النفخية. أما الآن فقد تعزف فرق الموسيقى في القاعات الكبيرة أمام عدد كبير من المستمعين.

## أنواع الآلات الموسيقية

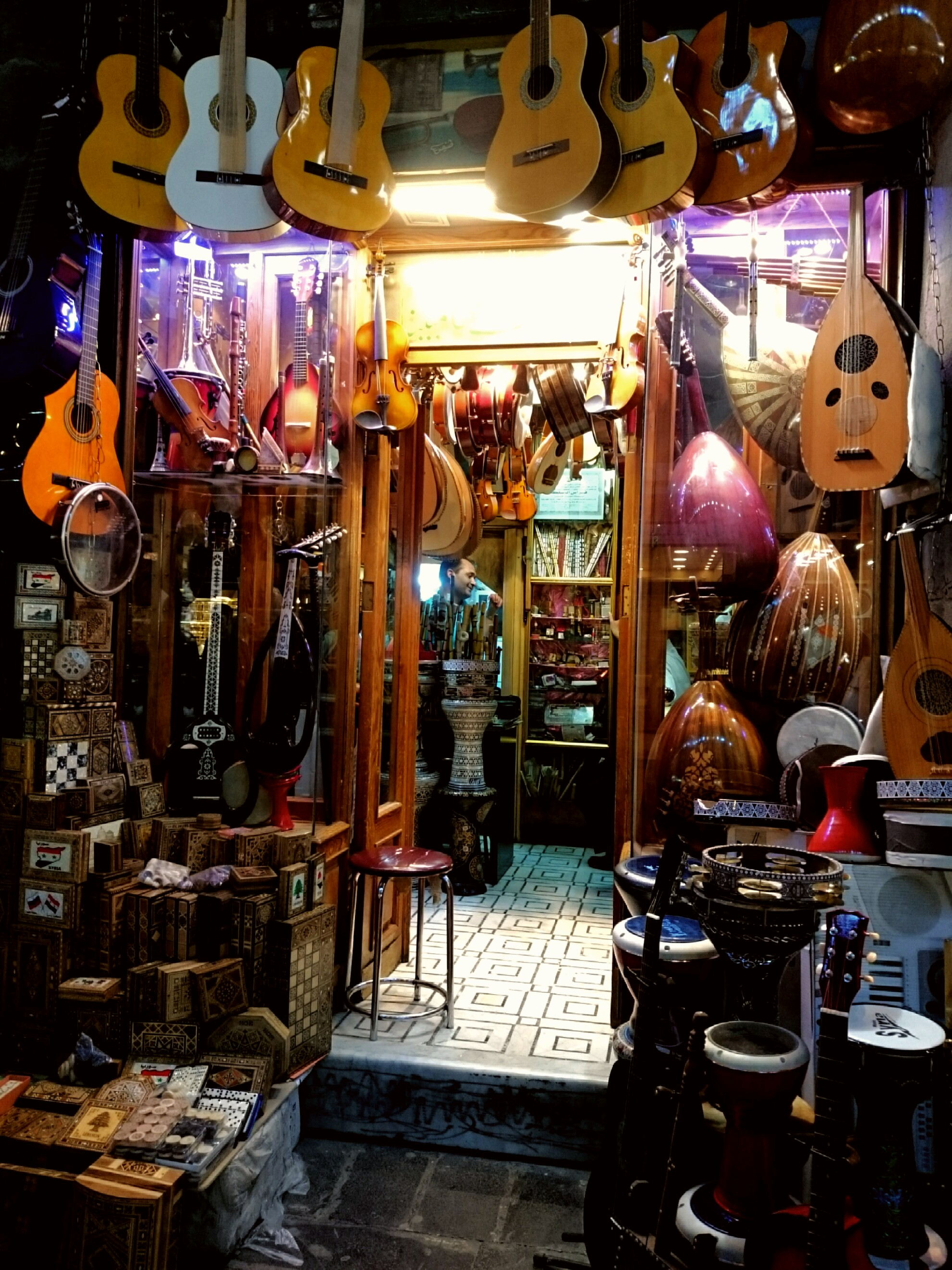
متجر للأدوات الموسيقية في دمشق القديمة

وهذا التقسيم بناءً على طريقة عمل الآلة سواء أكانت آلة شرقية أم آلة غربية.
1. الآلات النفخية أو الهوائية
2. آلات نفخ خشبية.
3. آلات نفخ نحاسية.
4. الآلات الوترية.
5. الآلات الوترية ذات المفاتيح.
6. الآلات الوترية المحكوكة.
7. الآلات الوترية المقروصة.
8. الآلات الإيقاعية.
9. الآلات الإلكترونية.

وهناك تقسيم آخر للآلات الموسيقية من حيث ارتباط ظهورها ببلدان معينة على مستوى العالم، فهناك البلدان الغربية التي تختص بآلاتها وتسمى الآلات الغربية، والأخرى الشرقية التي تنتمي إلى الشرق وتُعرف بالآلات الشرقية.

## الآلات الموسيقية
- هورن (Horn): آلة من آلات النفخ النحاسية، لها شكلها المخروطي المميز.
- تشيللو (Cello): آلة من الآلات الوترية، وهي من عائلة الكمان لكنها أكبر في الحجم، مصنعة من الخشب ولها أربعة أوتار، وعند استخدام هذه الآلة، يضع العازف آلة «التشيللو» بين ركبتيه وفي نفس الوقت تكون مستندة على الأرض بواسطة قضيب معدني مثبت في قاعدة الآلة.
- هارب (Harp): الهارب من الآلات الوترية، وكان يُعرف باسم «تيبونى» أيضاً حيث يرجع تاريخه إلى مصر الفرعونية «القديمة». يصاحب «الهارب» الفرق الموسيقية الكبيرة مثل الفرق السيمفونية أو في العروض الأوبرالية.

يوجد في أسفل هذه الآلة الوترية «بدال» الذي يساعد العازف على إخراج أصوات موسيقية أخرى بخلاف تلك التي تخرجها أوتاره، ويصل طول الهارب إلى ما يقرب من 168-170 سم.
- أكورديون (Accordion): من الآلات النفخية (الهوائية)، وآلات النفخ سميت بذلك لأنها تعتمد على الهواء في إصدار الصوت. وتعتمد آلة الأكورديون على عمليتي السحب والضغط إصدار النغمات. الهيكل العام للأوكورديون مصنع من الخشب وتوجد به أزرار ومفاتيح شبيهة بمفاتيح البيانو، ومفتاح هوائي مصنع من الورق المقوي والقضبان المعدنية.
- أورج: آلة موسيقية لها مفاتيح تشبه آلة البيانو، يُصنع الأورج من البلاستيك والخشب والمعدن.
- إكسيليفون (Xylophone): الإكسيليفون من آلات الطرق، وهو قضبان خشبية أو معدنية مختلفة الأطوال، تُركب هذه القضبان على ألواح معدنية مثبتة على جسم خشبي لكي يحدث رنين من هذا الفراغ المعدني عند الطرق على الألواح.
- هارمونيكا (Harmonica): الهارمونيكا من الآلات الهوائية، يتم العزف عليها بشفتي الفم من خلال تحريكها بشكل أفقي عليها. وتتألف من صفين من القضبان، وعند إطلاق الزفير تصدر بعض العلامات الموسيقية أما عند الشهيق فتصدر باقي العلامات الأخرى.
- بيانو (Piano): هي آلة لها مفاتيح، عند الطرق عليها بالأصابع تهتز الأوتار المعدنية المتصلة بالمفاتيح مصدرة النغمات الموسيقية.
- مزمار (الزلامى): هو آلة من آلات النفخ الخشبية، وإصدار الأصوات فيه يتم من خلال مرور هواء الزفير في قصبة جوفاء مفتوحة الطرفين ومثقوبة، ويتم النفخ في هذه القصبة من خلال قصبة أخرى قصيرة.
- ماندولين (Mandolin): من الآلات الوترية التي تشبه العود، وتتكون من أربعة أوتار ويتم العزف على هذه الأوتار بواسطة ريشة صغيرة.
- ناي: الناي من آلات النفخ مصنع من القصب المجوف، حيث يتم قطع القصب من الأرض قبل نضجه. ولا توجد آلة واحدة بعينها ينطبق عليها مواصفات الناي كمعيار قياسي وإنما توجد أنواع عديدة للناي، فكل نوع منه يمثل طبقة صوتية واحدة بعينها. ويوجد بقصبة الناي ستة ثقوب من الأمام بالإضافة إلى ثقب واحد خلفي، ويتم عمل هذه الثقوب بمقاييس مدروسة. ولابد أن يحتفظ العازف بكم من الهواء في فمه لإصدار النغمات الصوتية المختلفة، ويكون وضع الناي على جانب الفم وليس مقدمته.
- كمان (Violin): من الآلات الوترية، وأصل كلمة الكمان هي آلة الربابة (الرباب)، ومن أفراد عائلة الكمان: الفيولا والتشيللو. ويُصنع الكمان من خشب الصنوبر، ولا يتم تصنيعه من هذا الخشب إلا بعد تمام جفافه حتى لا تتغير الأبعاد فيما بعد. ويُعزف على أوتار الكمان بواسطة قوس مشدود عليه خيوط من شعر الخيل.
- جيتار/ قيثارة (Guitar): آلة موسيقية من الآلات الوترية، ويوجد الجيتار الكلاسيكي والجيتار الكهربائي. ويُصنع جسم الجيتار من الخشب، أما الأوتار فمن النايلون أو المعدن والتي تُشد على ستة مفاتيح موجودة على نهاية ذراع طويل ملحق بجسم الجيتار الخشبي.
- القانون: من الآلات الوترية، وهو تطور لآلة الهارب الفرعونية القديمة، يتم العزف على أوتار القانون بإصبعي السبابة بعد لبس خواتم بها ريشتان تساعد على إصدار الأصوات الموسيقية المختلفة.
- العود (Lute): من الآلات الوترية المشهورة جداً، وهي آلة ذات أصول عربية شرقية بحتة. يتركب العود من خمسة أوتار مزدوجة ويمكن إضافة وتر سادس، تشد هذه الأوتار على مفاتيح عددها (12) مفتاحاً. ويتم العزف على الأوتار بواسطة ريشة مخصصة لذلك.
- رباب / ربابة: آلة موسيقية وترية عربية، وعلى أساسها تم تصنيع الآلات الموسيقية الأخرى مثل: الكونترباص والفيولا والتشيللو. وهذه الآلة يوجد بها وتر واحد يُعزف عليه بقوس من خشب الخيرزان ويشد عليه خصلة من شعر الخيل، والعزف لا يكون بالقوس فقط وإنما بأصابع اليد أيضاً.
- كونترباص: من الآلات الوترية، لكنه أضخم من الكمان ويكون العازف في وضع الوقوف، ويتألف من أربعة أوتار ويُعزف عليه بالقوس أو بواسطة النقر.
- فيولا - فيولا (بنفسج): من الآلات الوترية وتتنوع أحجامها لكنها أطول من الكمان، وتُصنع من الخشب وأوتارها معدنية.
- دف: من الآلات الإيقاعية، وهي آلة مستديرة الشكل وإطارها خشبي ومشدود عليه جلد رقيق جداً يسمى بالرق.
- الطبلة أو الطبل: من الآلات الإيقاعية، وهي أسطوانية أو إنائية الشكل ضيقة الوسط في طرف ومتسعة في الطرف الآخر وتكون مصنعة من الفخار أو المعدن. مشدود عليها الجلد من طرف واحد فقط حيث يتم النقر عليه لإصدار النغمات المختلفة.
- ساكسفون (Saxphone): من آلات النفخ النحاسية، واسم هذه الآلة مشتق من اسم صانعها «آدولف ساكس». يوجد بالساكسفون (22) ثقباً وتتعدد أنواعه أيضاً.
- ترومبيت - ترومبيت (Trumpet): من آلات النفخ النحاسية، وعملها يتم من خلال اهتزاز عمود هوائي داخل الأنبوب الصوتي.
- درامز (Drums): الدرامز من الآلات الإيقاعية، وهو تطور للطبلة الأحادية، فالطبلة هي استخدام شرقي أما الدرامز أو الطبول فهى استخدام غربي. كما أنّ الدرامز يتكوّن من خمسة طبول، واحدة على يمين العازف وأخرى على يساره، واثنين أمامه وواحدة على الأرض والتي يعزف عليها بواسطة بدال الذي يضغط العازف عليه بالقدم. أما سطحها فمصنع من البلاستيك وليس الجلد. بالإضافة إلى الخمسة طبول هذه، توجد ثلاث أقراص نحاسية مستديرة تُعرف باسم «سيمبال» واحدة على يمين العازف وأخرى أمامه والثالثة تتكون من اثنين فوق بعضهما البعض حيث تتحرك العلوية بواسطة دواسة يُضغط عليها بقدم العازف لتهبط على السفلية محدثة الصوت،

وينقر العازف على الطبول والأقراص النحاسية بواسطة عصا خشبية.

### تأثير الموسيقى على الإنسان
يتأثر الإنسان والحيوان والنبات بالموسيقى على حد سواء. وعند سماع الإنسان لنغمات الموسيقى تحدث بعض التغيرات الكيميائية والتي يمتد تأثيرها إلى جميع حواس الإنسان بما فيها التفكير والتنفس والعاطفة، والسبب في ذلك أنه عندما يسمع شخص منا الموسيقى تُحفز المخ على إفراز مادة «الإندروفين» التي تقلل من إحساس الإنسان بالألم.
وقد أوصى العالم «ابن سينا» بالاستماع إلى الموسيقى لأنها تسكن الأوجاع، حيث قال «ابن سينا» أن من مسكنات الأوجاع ثلاث: المشي الطويل، الغناء الطيب، الانشغال بما يُفرح الإنسان. وقبل إجراء الدراسات والتوصل إلى نتائج الأبحاث المذهلة بخصوص تأثير الموسيقى على الإنسان في كافة المجالات، فنجد أن المثل جلياً وواضحاً في العلاقة التي توجد بين الأم وطفلها الرضيع من النوم على أصوات الغناء التي تهدئه بها أو أي صوت من النغمات الموسيقية حتى وإن كانت لا تحمل كلمات.
وفي الماضي أيام الحروب، كانت الموسيقى والأناشيد الوطنية تُستخدم لبث روح الحماسة بين المقاتلين لزيادة حميتهم وروحهم القتالية، كما تُستخدم الموسيقى مكان المخدر في بعض أفرع الطب عند إجراء العمليات الجراحية مثل طب الأسنان، وأكثر شيوعاً لاستخدام الموسيقى هو الطب النفسي.
كما أنّ النبات يذبل في أماكن الضوضاء، التي يوجد بها صخب حاد. والأبقار تدر حليباً أثناء استماعها للموسيقى.
وهناك طبيب نمساوي توصل إلى أنه بالاستماع إلى الموسيقى الكلاسيكية لمدة ثلاث ساعات يومياً يساعد على إنقاص وزن الشخص، كما أنّها تنشط الجسم وتزيد من كفاءة العضلات.